# Perlaki járás
A Perlaki járás Zala vármegye egyik járása volt a trianoni békeszerződés előtt, valamint a második világháború alatt.

## Elhelyezkedése
A járás a vármegye délnyugati részén helyezkedett el. Keletről a Nagykanizsai, északról a Letenyei, nyugatról a Csáktornyai járással volt szomszédos. Délnyugatról Varasd vármegye, délről pedig Belovár-Kőrös vármegye volt a szomszédja.

## Története
A járás székhelye a járások állandó székhelyének kijejölése óta mindig Perlak volt. Az 1910-es népszámláláskor a népesség 43 916 fő volt, ebből 41.647 fő horvát, 2057 fő magyar, 212 egyéb (vend, német, oláh).
- Alsódomboru
- Alsómihályfalva
- Alsópálfa
- Alsópusztafa
- Csehlaka
- Damása
- Dékánfalva
- Dezsérlaka
- Drávadiós
- Drávaegyház
- Drávafüred
- Drávaollár
- Drávasiklós
- Drávaszentistván
- Drávaszilas
- Felsőpálfa
- Györgylaka
- Harastyán
- Henisfalva
- Hodosány
- Kisszabadka
- Kotor
- Ligetvár
- Muracsány
- Murakirály
- Muralövő
- Muraszentmária
- Muraújfalu
- Muravid
- Perlak
- Törökudvar
- Tüskeszentgyörgy
- Zalabenkő

A békeszerződés a járás teljes területét az akkor létrejövő délszláv államnak ítélte. Ekkor átmenetileg megszűnt. A Délvidék megszállása után a járás újjáalakult és meg is maradt a háborút lezáró békeszerződésig, ami visszaállította a két ország II. világháború előtti határait.